# Edineț
Edineț (Edinița în trecut de asemenea) este un oraș din nordul Republicii Moldova, centru administrativ al raionului omonim. Este situat pe traseul internațional Odesa – Chișinău – Brest.

## Etimologie
Proveniența denumirii orașului Edineț, la origine Viadinți, înregistrat și cu formele Iadinți, Edinți, reprezintă un antroponim de formație slavă, din antroponimul Viden și formațiunii - inți, videnți, fiind numele comun al locuitorilor – „comunitate de oameni coborâtori dintr-un strămoș comun Viden” sau „oameni stabiliți cu traiul pe moșia (în satul) lui Viden”.

## Geografie
Orașul se află pe automagistrala Chișinău – Cernăuți la o distanță de 200 km. de Chișinău și la 8 km. de stația de cale ferată Brătușeni. Are 20.200 locuitori împreună cu satele ce intră în componența sa (Alexăndreni și Gordineștii Noi) și este centrul administrativ al  raionului Edineț.
Parcul „Vasile Alecsandri”

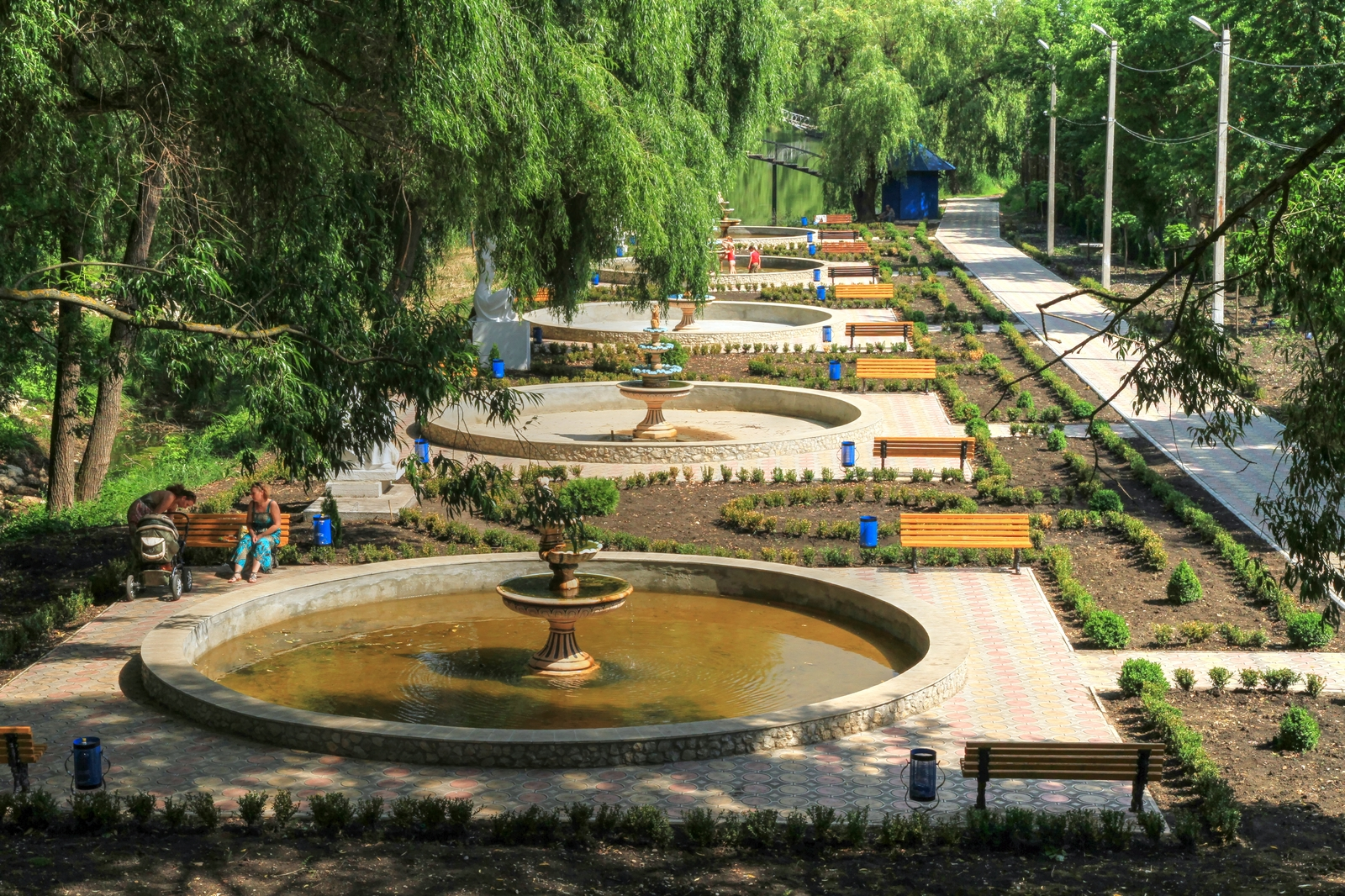
Parcul „Vasile Alecsandri”
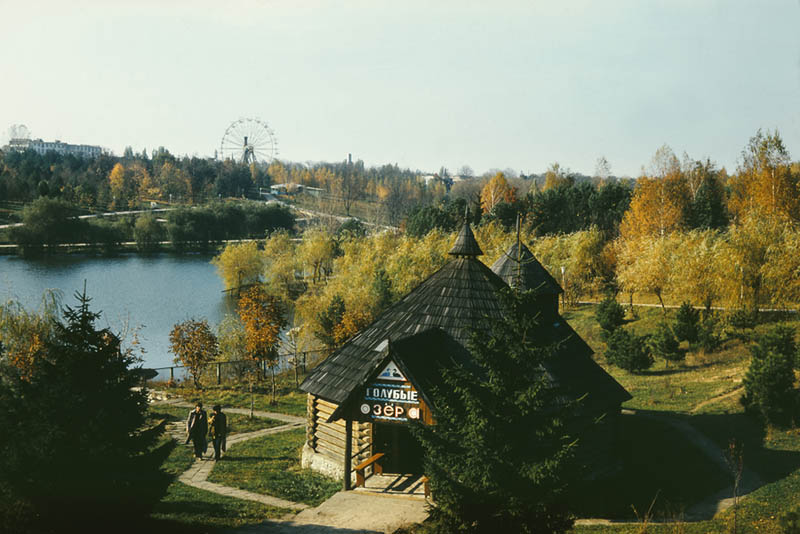
Același parc, anii '80
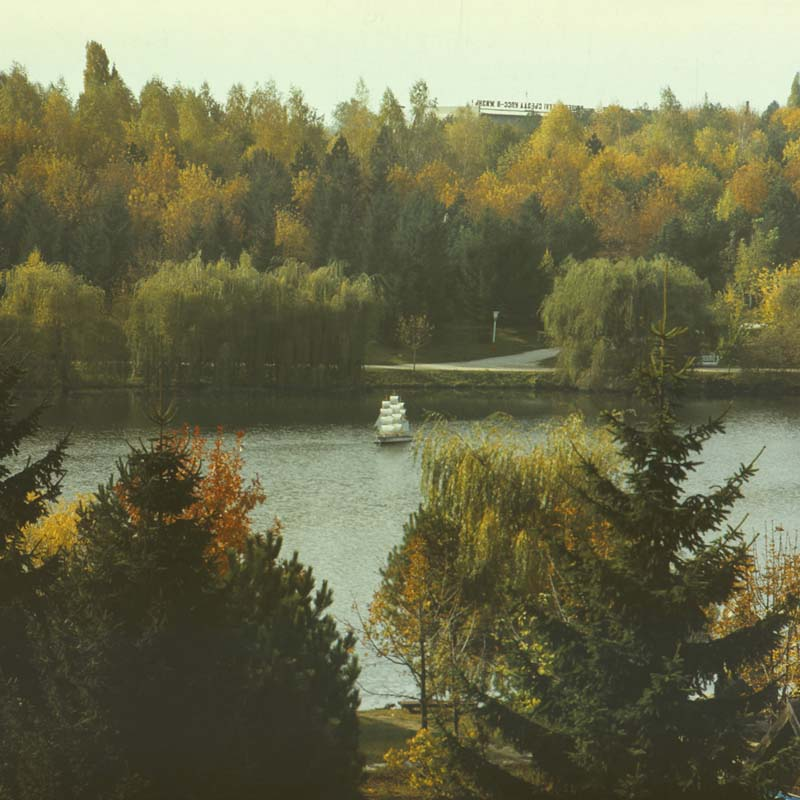
Lacul din parc
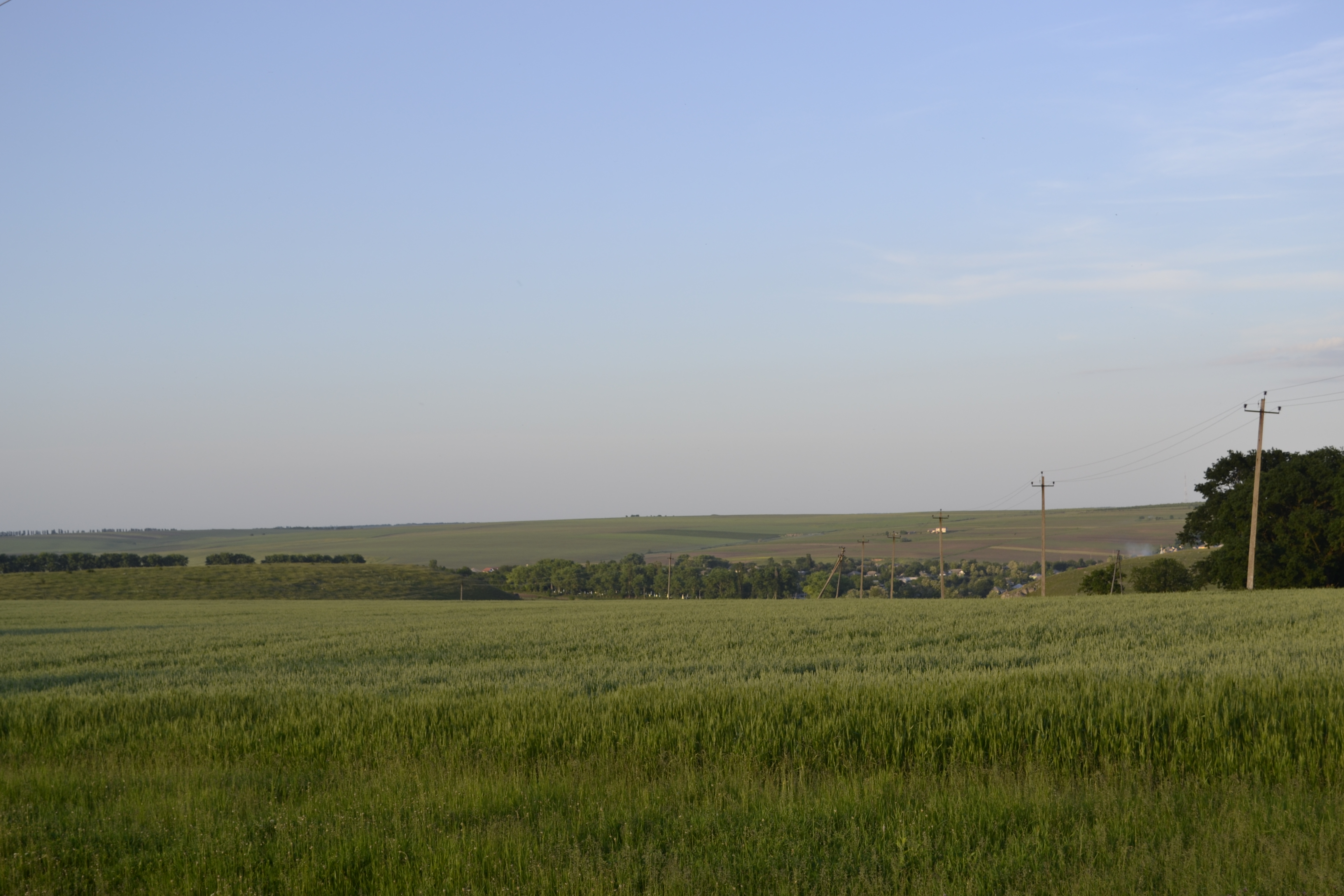
Peisaj adiacent

### Resurse naturale
Orașul Edineț este întins pe o suprafață de 870 ha. În orașul Edineț este o grădină publică în numele lui Alecsandri, unică în felul său, cu o suprafață totală de 34,2 ha.

## Istorie
Istoric, orașul s-a numit și Viadinți, Vidinți, Iadineți, Edinița; în rusă Единцы, transliterat: Edințî, în ucraineană Єдинці, transliterat: Edînți
Orașul Edineț apare pentru prima dată, cu numele de Viadinți, în uricul domnului Moldovei Alexandru cel Bun din 15 iunie 1431, conform căruia el a repartizat vornicului Ivan Cupcici pământuri pentru așezarea satelor:
„Din mila lui Dumnezeu, noi, Alexandru voievod, domn al Țării Moldovei. Facem cunoscut, cu această carte a noastră, celor care o vor vedea sau o vor auzi citindu-se, că această adevărată slugă și boier al nostru credincios, pan Cupcici vornic, ne-a slujit cu dreaptă și credincioasă slujbă. De aceea, noi, văzând dreapta și credincioasa lui slujbă către noi, l-am miluit cu deosebita noastră milă și i-am dat și i-am întărit vislujenia lui, satele, în țara noastră, anume: [...] și, la Terebne, pământ din pustie să-și întemeieze sate, anume: Cozareuți, și Polzalăuți, și Viadinți, Micicova și Nesteacăuți, și, pe Ciuhru, în sus de moară și în jos de moară, și, pe Ciuhru, Mihailăuți la Vadul de Piatră și la Hacișce Leș.

Iar hotarul acestor sate de la Vadul de Piatră, să fie de cealaltă parte a Ciuhrului, în sus, până la Durnea Ceatariu, iar de la Ciuhru, pe vale, până la Dumbrava Rotundă, și de la Tador, pe hotarele vechi, până la Racovăț, iar de la Neagăuți și de la Grozea și de la Costici, pe hotarele vechi, până la Vadul de Piatră.
 
...
 
Iar pentru mai mare întărire a tuturor celor mai sus-scrise, am poruncit slugii noastre credincioase, Neagoe logofăt, să scrie și să atârne pecetea noastră la această carte a noastră.
 
La Suceava, în anul 6939 <1431> iunie 15.”
La 18 august 1609, Constantin Movilă voievod întărește lui Cozma Plop diac, fratelui și surorilor lui jumătate din satul Iadinți pe Racovăț și o parte din Căpoteni, ținutul Hotin. Cu locuri de iazuri și de mori.
Dezvoltarea intensă a economiei a contribuit la creșterea numărului populației. Dacă la începutul sec. XIX numărul gospodăriilor era de 87, apoi la începutul sec. XX – 670 și 3450 de locuitori. Majoritatea populației era de origine română. Iar mai târziu se mută cu traiul în orășel și lipoveni. Crește numărul evreilor și al rușilor. În afară de aceste naționalități pe teritoriul orașului mai locuiau și ucraineni, polonezi și nemți.
În 1861 în Edineț este deschisă prima școală. În 1867 este deschisă o școală cu patru clase pentru fete. În 1852 Edinețul este pomenit drept târgușor. În 1859 aici se deschide o școală, în 1861 – o școală parohială bisericească, iar peste un an – un punct de găzduire peste noapte. Din 1885 târgușorul Edineț se dezvoltă destul de furtunos pentru acele timpuri. 
Un rol important în dezvoltarea orașului o are și așezarea geografică a Edinețului. Prin Edineț treceau două magistrale centrale – spre Lipcani și Bălți.
Loibman Șmil a construit clădirea muzeului și a filialei Muzeului de Artă Populară în 1922. În 1924, clădirea muzeului a fost dăruită societății evreiești pentru spital. În clădirea muzeului de artă a activat și o sinagogă. 
La începutul sec. XX, Edineț devine un important centru comercial din nordul Moldovei. După cel de al doilea război mondial, economia orașului Edineț a cunoscut o dezvoltare rapidă. Astfel au fost construite și date în exploatare mai multe întreprinderi dintre care uzina constructoare de mașini pentru prelucrarea lemnului, fabrici de vinuri, conserve, unt, etc.
În prezent Edineț este unul dintre cele mai importante orașe din nordul republicii, având un impact major în dezvoltarea economiei țării.

## Demografie
La recensământ general din 2004, orașul Edineț a înregistrat 15.624 de locuitor, inclusiv, populația masculină numărând 7.284 persoane și cea feminină - 8.340 persoane.
     Moldoveni (62,3%)
     Ruși (16,2%)
     Ucraineni (13,7%)
     Alte etnii (7,8%)
Structura etnică a orașului conform recensămintelor populației din 2004 și 2014.
| Grup etnic  | 2004   | 2014   |
| ----------- | ------ | ------ |
| Moldoveni   | 8747   | 9618   |
| Ruși        | 3394   | 2.479  |
| Ucraineni   | 2682   | 2.110  |
| Romi        | 490    | 614    |
| Români      | 176    | 413    |
| Bulgari     | 37     | 27     |
| Găgăuzi     | 23     | 19     |
| Alte etnii  | 29     | 87     |
| Nedeclarată | 91     | 91     |
| Total       | 15.624 | 15.520 |

Limba vorbită de obicei (2014):
• limba română - 8.957 (57,71%)
• limba rusă - 5.584 (35,98%)
• limba rromani - 530 (3,41%)
• limba ucraineană - 315 (2,03%)
• altele - 10
• nedeclarat - 124

## Administrație și politică
Primarul municipiului Edineț este Constantin Cojocari⁠(d) (Liga Orașelor și Comunelor), reales în noiembrie 2023.
Componența Consiliului local Edineț (23 de consilieri), ales la 5 noiembrie 2023, este următoarea:
|  | Partid                                        | Consilieri | Componență | Componență | Componență | Componență | Componență | Componență | Componență | Componență |
|  | --------------------------------------------- | ---------- | ---------- | ---------- | ---------- | ---------- | ---------- | ---------- | ---------- | ---------- |
|  | Partidul Socialiștilor din Republica Moldova  | 8          |            |            |            |            |            |            |            |            |
|  | Liga Orașelor și Comunelor                    | 7          |            |            |            |            |            |            |            |            |
|  | Partidul Social Democrat European             | 2          |            |            |            |            |            |            |            |            |
|  | Partidul Dezvoltării și Consolidării Moldovei | 2          |            |            |            |            |            |            |            |            |
|  | Partidul Acțiune și Solidaritate              | 2          |            |            |            |            |            |            |            |            |
|  | Partidul Comuniștilor din Republica Moldova   | 1          |            |            |            |            |            |            |            |            |
|  | Partidul „Renaștere”                          | 1          |            |            |            |            |            |            |            |            |

### Localități înfrățite
- Râmnicu Sărat, România (2011)
- Săcele, România (2013)
- Târgu Ocna, România (2016)
- Piatra Neamț, România (2018)
- Lîpoveț, Ucraina (2024)[16]

## Economie
Economia locală este reprezentată de 2.191 agenți economici, numărul cărora s-a modificat neesențial în ultimii ani. Însă, la o privire atentă, observăm o schimbare structurală, astfel în ultimii trei ani s-a micșorat numărul întreprinderilor individuale și a întreprinderilor de stat, în schimb a crescut mult numărul celor care activează în bază de patent și a gospodăriilor țărănești.
În prezent Edinețul este un important centru industrial din nordul republicii. Baza economică a orașului o formează circa 20 agenți economici mari. Principalii sunt „Agromaș” S.A. care produce unelte de prelucrare a lemnului unde lucrează 84 angajați, ”Modern” S.A. care se ocupă cu cusutul hainelor și Baza de transport auto cu 97 angajați și o cifră de afaceri anuală de 2,1 mln. lei. În oraș sunt 2 hoteluri, 227 unități de comerț cu amănuntul, filiale a 5 bănci comerciale și 2 com panii de asigurare.

## Infrastructură

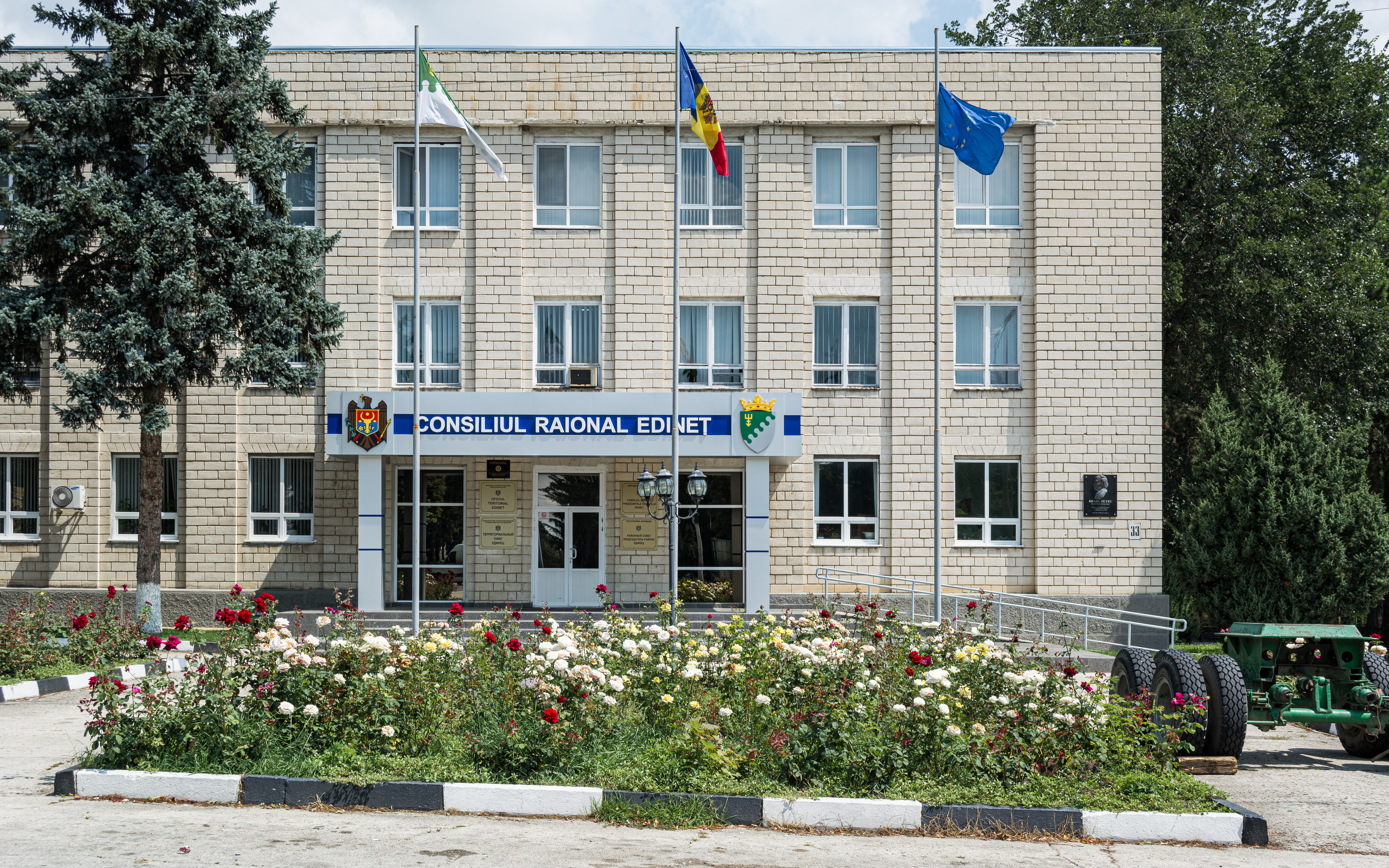
Sediul Consiliului raiona, Edinet

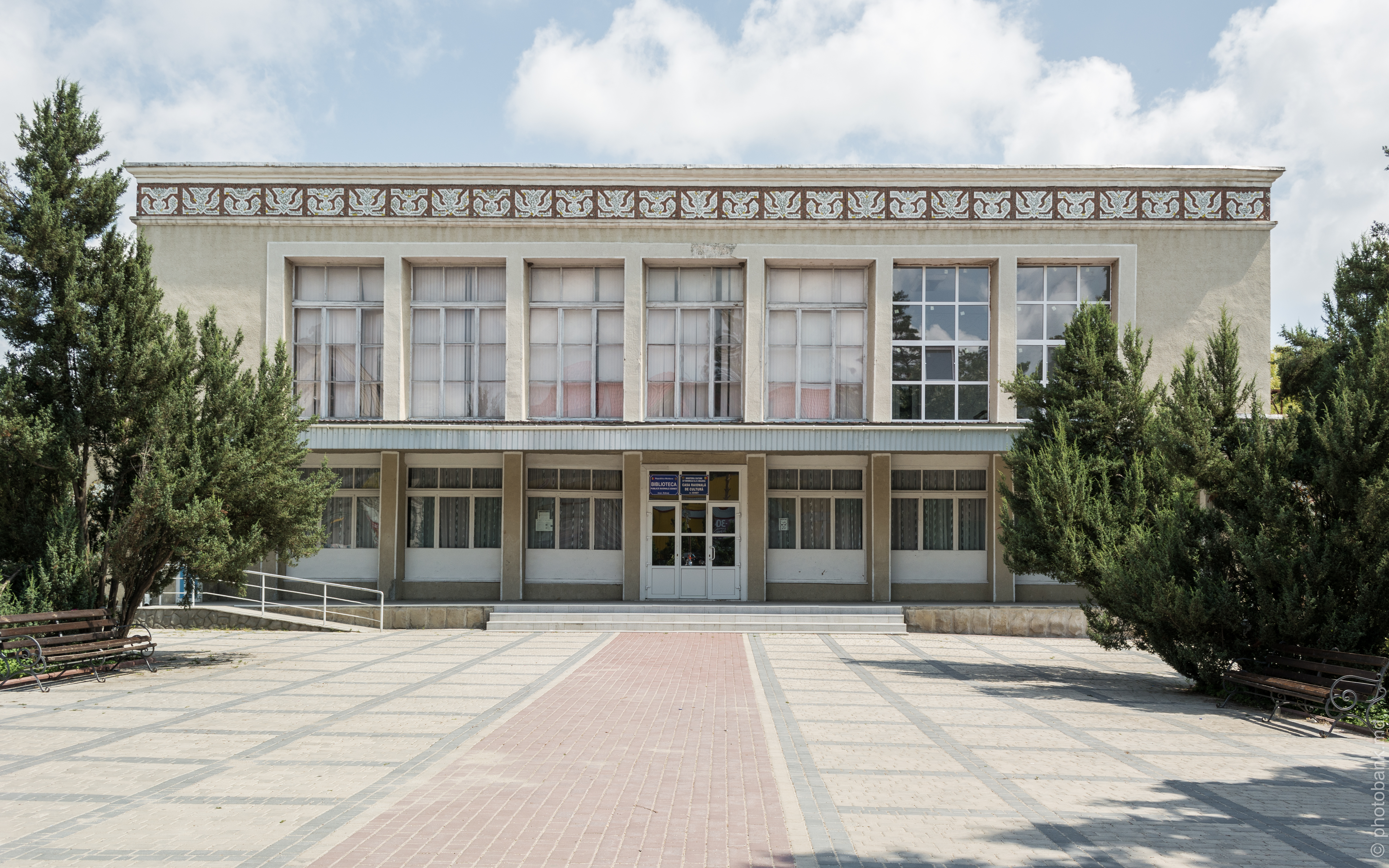
Casa raională de cultura din Edineț

Lungimea totală a drumurilor din localitate este de 100 km și cea mai mare parte a lor peste 55 km este cu acoperire rigidă. Orașul are un grad de gazificare înalt, au fost construite circa 46 km de gazoduct; toate instituțiile socio-culturale, întreprinderile și în jur de 3.000 case și apartamente sunt conectate la conducta de gaze.
Sistemul de aprovizionare centralizată cu apă acoperă tot orașul. Lungimea totală a conductelor este de 33 km, rețeaua de canalizare are o lungime de 12,2 km. Sursele de alimentare cu apă sunt 28 fântâni arteziene și 589 fântâni publice. Din 7.040 apartamente și case din oraș 4.070 sunt conectate la sursa centralizată de alimentare cu apă.

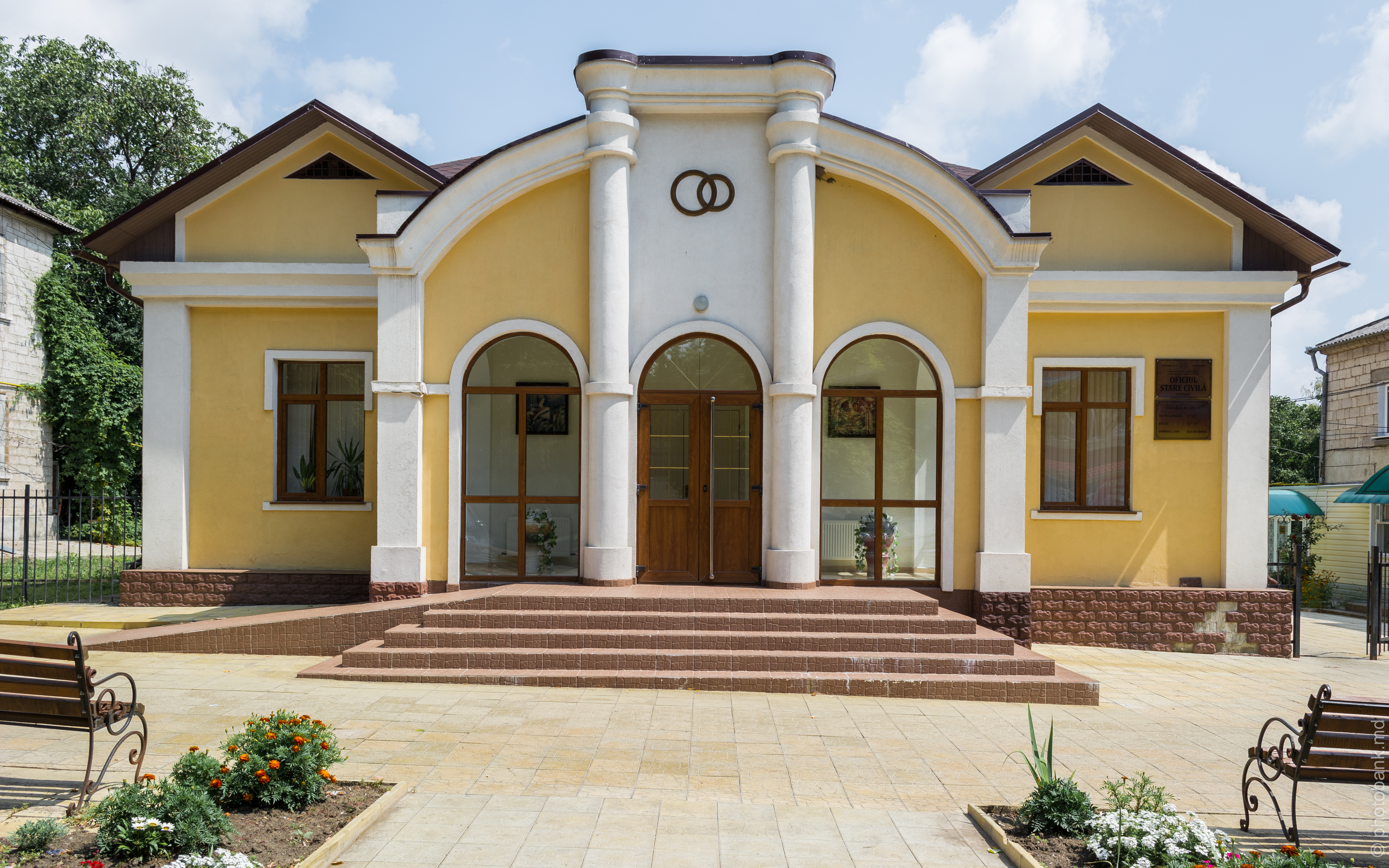
Oficiul Stării Civile din oraș
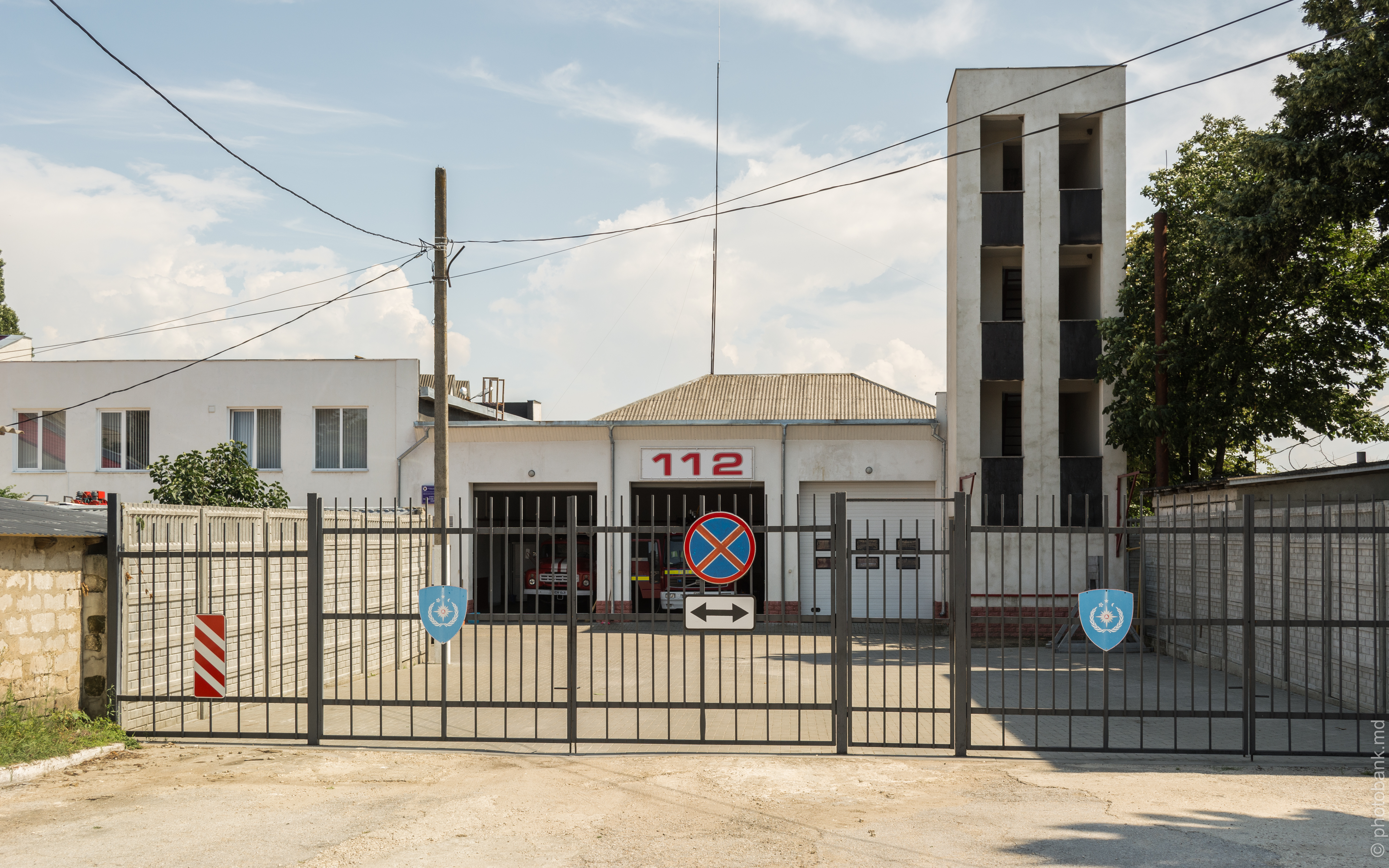
Serviciul salvatori și pompieri din Edineț
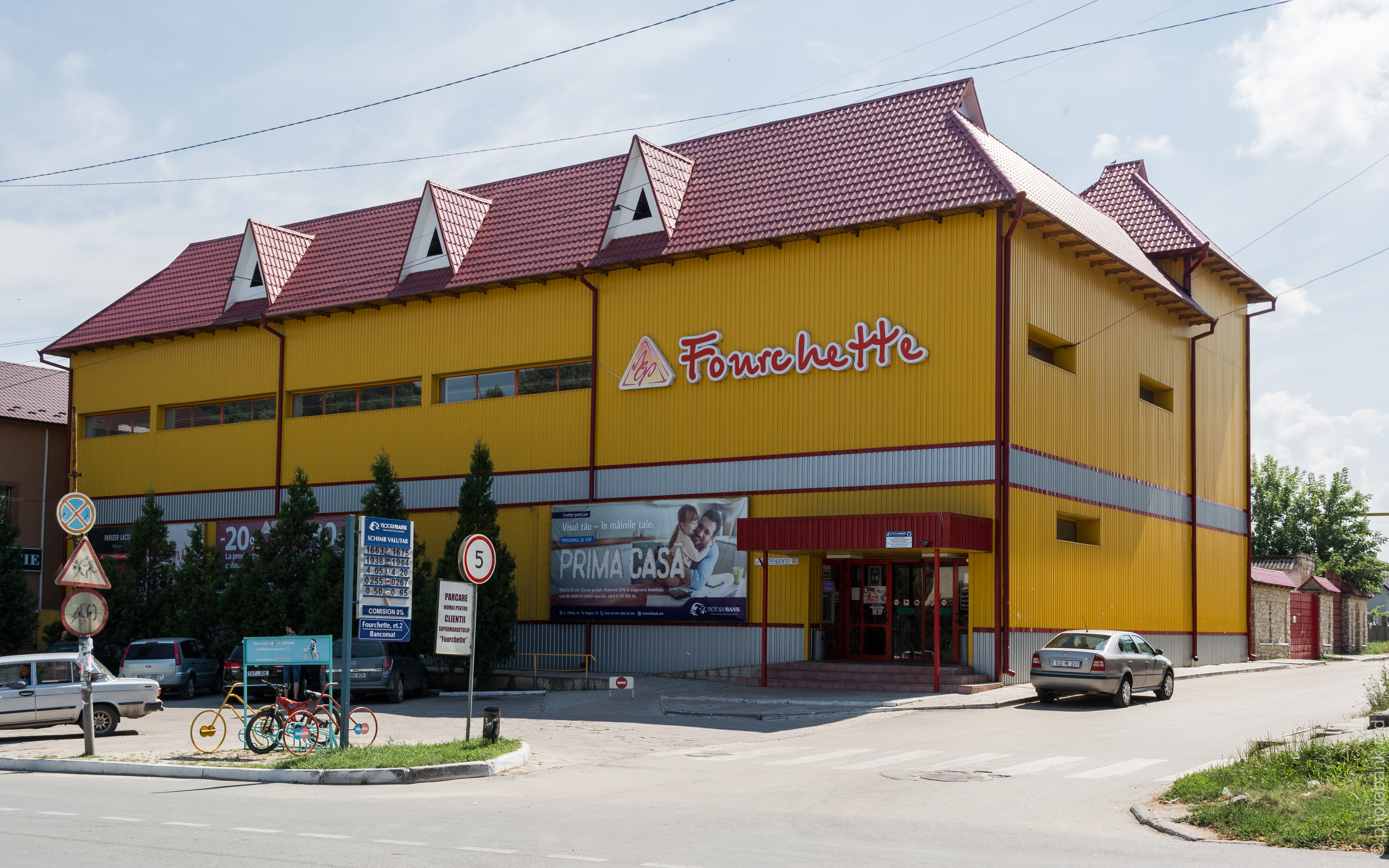
Centrul comercial „Fourchette”

## Social

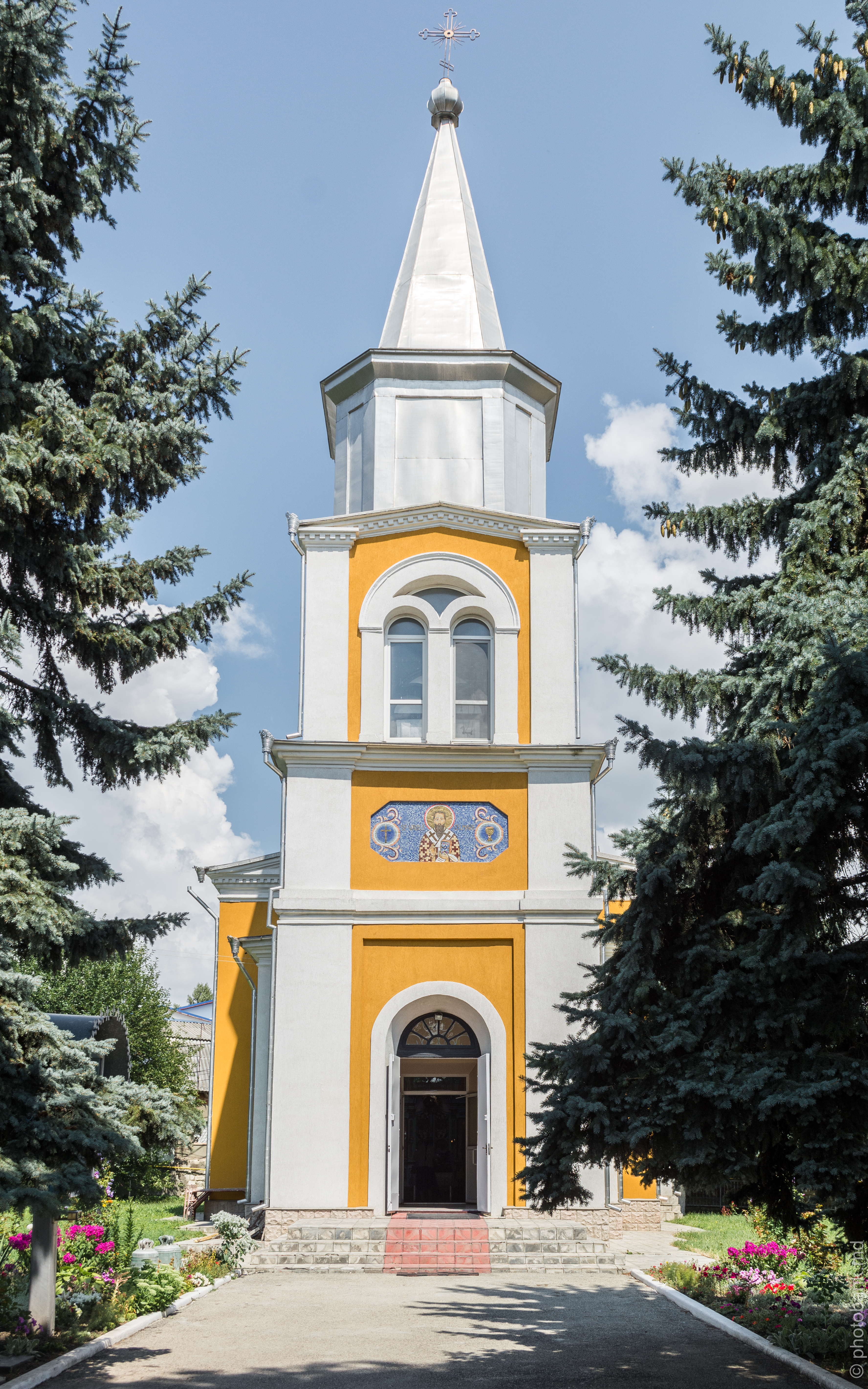
Biserica Sf. Vasile cel Mare

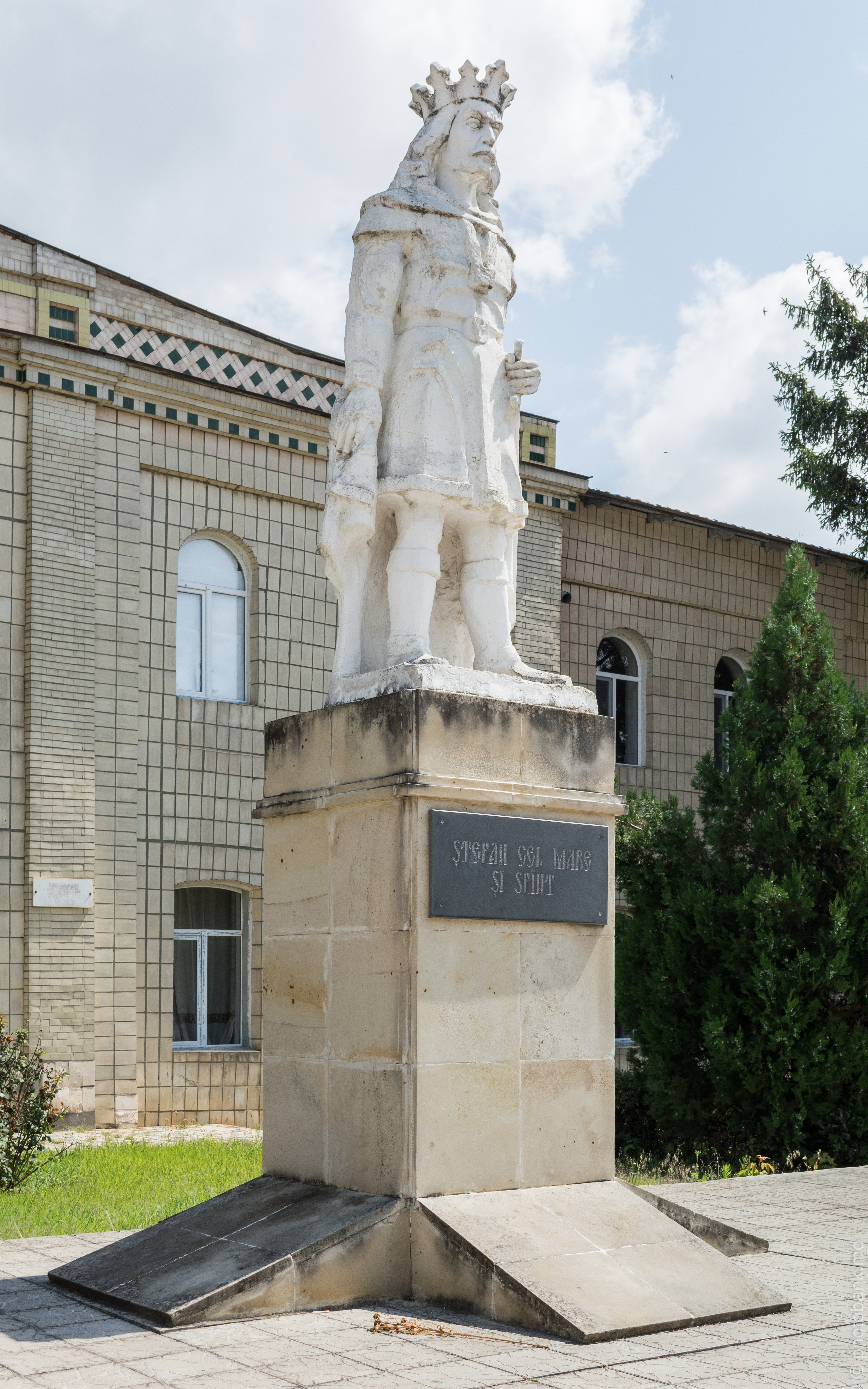
Monumentul lui Ștefan cel Mare din oraș

Populația orașului Edineț este de peste 25 mii locuitori dintre care cea mai mare parte o constituie moldovenii, peste 13 mii sau 53%, urmată de ruși – 5.800 persoane sau 23,2%, ucraineni 4.900 respectiv 19,6% și romi 790 persoane sau 3,1%. Restul circa 1% reprezintă minorități naționale – polonezi, bulgari, etc.
Resursele de muncă ale Edinețului sunt de circa 16,8 mii persoane. Cea mai mare parte a populației este ocupată în sfera neproductivă – 3,9 mii persoane, sfera prestări servicii – 2 mii persoane și agricultură – 1,1 mii persoane. În industrie activează 840 persoane. Pe teritoriul orașului sunt 5 instituții preșcolare, 3 școli în care învață 1.600 elevi și 4 licee cu 1.260 elevi. De asemenea este și un colegiu cu 60 studenți.
Sistemul de ocrotire a sănătății este format dintr-un spital, un centru al medicilor de familie, o stație de salvare și multe farmacii. În sistemul de ocrotire a sănătății activează 137 medici și 309 personal medical mediu.
Pe teritoriul orașului funcționează 2 biblioteci publice, o casă de cultură și Muzeul ținutului Edineț. Dintre colectivele artistice trebuie menționat ansamblul „Ciocârlia”.

## Cultură
În orașul Edineț activează două biblioteci publice teritoriale: Biblioteca Publică Municipală cu Filiala de Carte Românească și Biblioteca pentru Copii.  

### Biblioteca Municipală ”Ion Buzdugan”
Biblioteca Publică Municipală Edineț este o instituție culturală cu o istorie bogată, avănd o însemnătate deosebită pentru locuitorii orasului. Fondată în anul 1946 într-o odată mică, biblioteca a evoluat considerabil de-a lungul anilor.

## Personalități

### Născuți în Edineț
- Reuben Doctor (1882–1940), actor de teatru american, compozitor și libretist
- Avraam Tkaci (1895–1961), profesor, scriitor și editor argentinian
- Joseph Gaer (1897–1969), profesor și lector universitar american
- Leib Gruzman (1902–1961), jurnalist, editor, și scriitor argentinian
- Revekka Galperina (1902–1976), traducătoare sovietică de literatură engleză și germană, redactor literar
- Golda Gutman-Krimer (1906–1983), scriitoare argentiniană
- Gheorghe G. Bezviconi (1910–1966), istoric, genealogist și heraldist român
- Samuel Wainer (1910–1980), jurnalist și editorialist brazilian
- Leon Levițchi (1918–1991), filolog și lexicograf român
- Alexandru Mațiura (n. 1954), antrenor de fotbal și fost fotbalist moldovean
- Alexandru Spiridon (n. 1960), antrenor profesionist de fotbal și fost fotbalist mijlocaș moldovean
- Igor Sadovski (n. 1981), regizor, producător și scenarist de film
- Igor Lambarschi (n. 1992), fotbalist mijlocaș moldo-rus
- Virgiliu Postolachi (n. 2000), fotbalist moldovean
- Constantin Cojocaru (1967),[19] învățător, politic, poet, scriitor

### Au locuit în Edineț
- Joseph Goodelman (1862–1947), profesor, traducător și poet evreu basarabean
- Iehuda Steinberg (1863–1908), scriitor și profesor basarabean
- Menashe Halpern (1871–1960), romancier, poet și editor brazilian
- Isaak Raboy (1882–1944), scriitor evreu american
- Iacov Berezin (1890–1957), revoluționar rus
- Israel Zmora (1899–1983), critic literar, scriitor, traducător și editor israelian
- Josif Landa (1912–2000), poet, romancier, critic și jurnalist brazilian
- Isaac Vainshenker (1914–1978), scriitor, jurnalist și istoric român-uruguayan
- Moisei Lemster (n. 1946), poet, critic literar și bibliograf moldovean-israelian

## Galerie de imagini

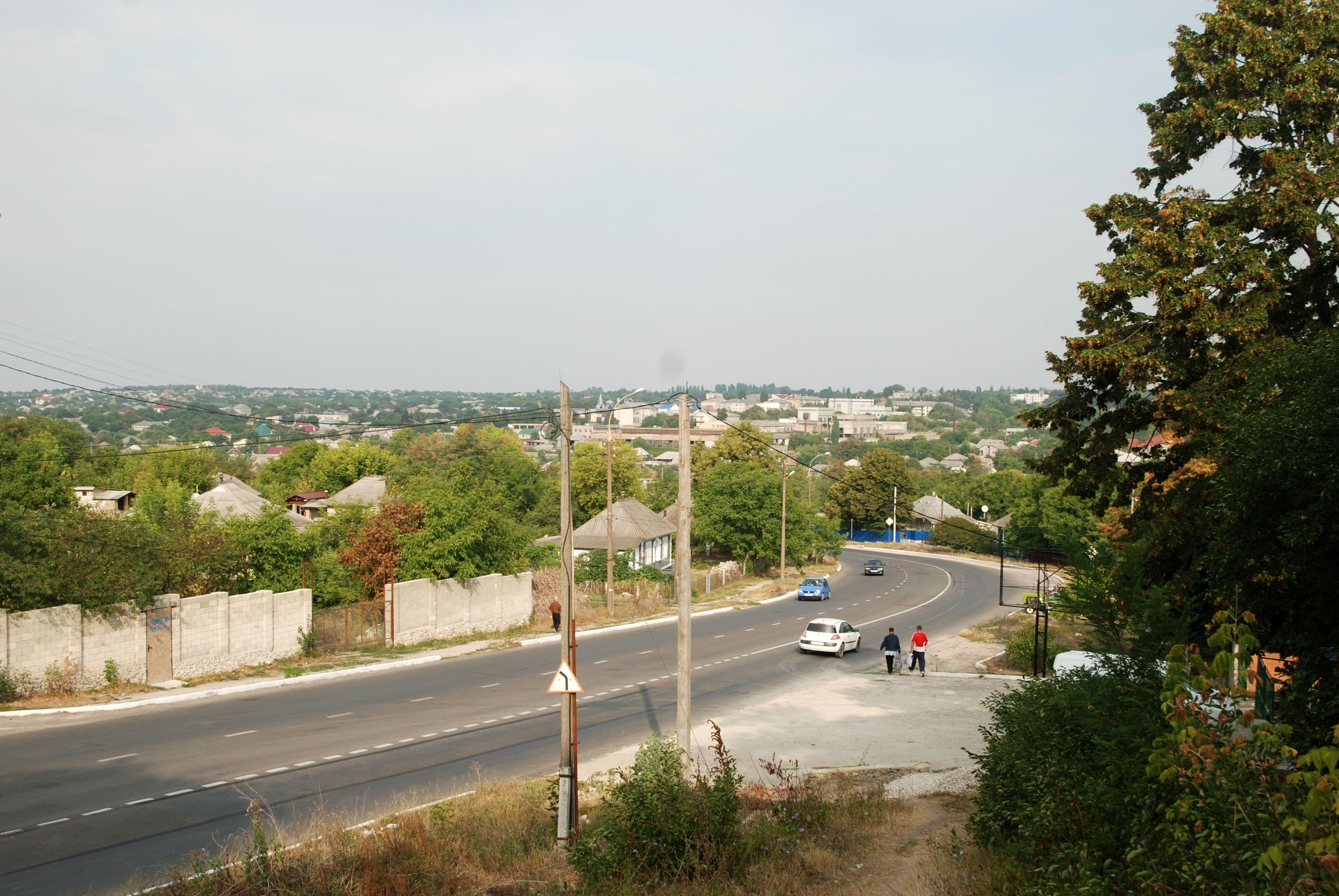
Panorama orașului.
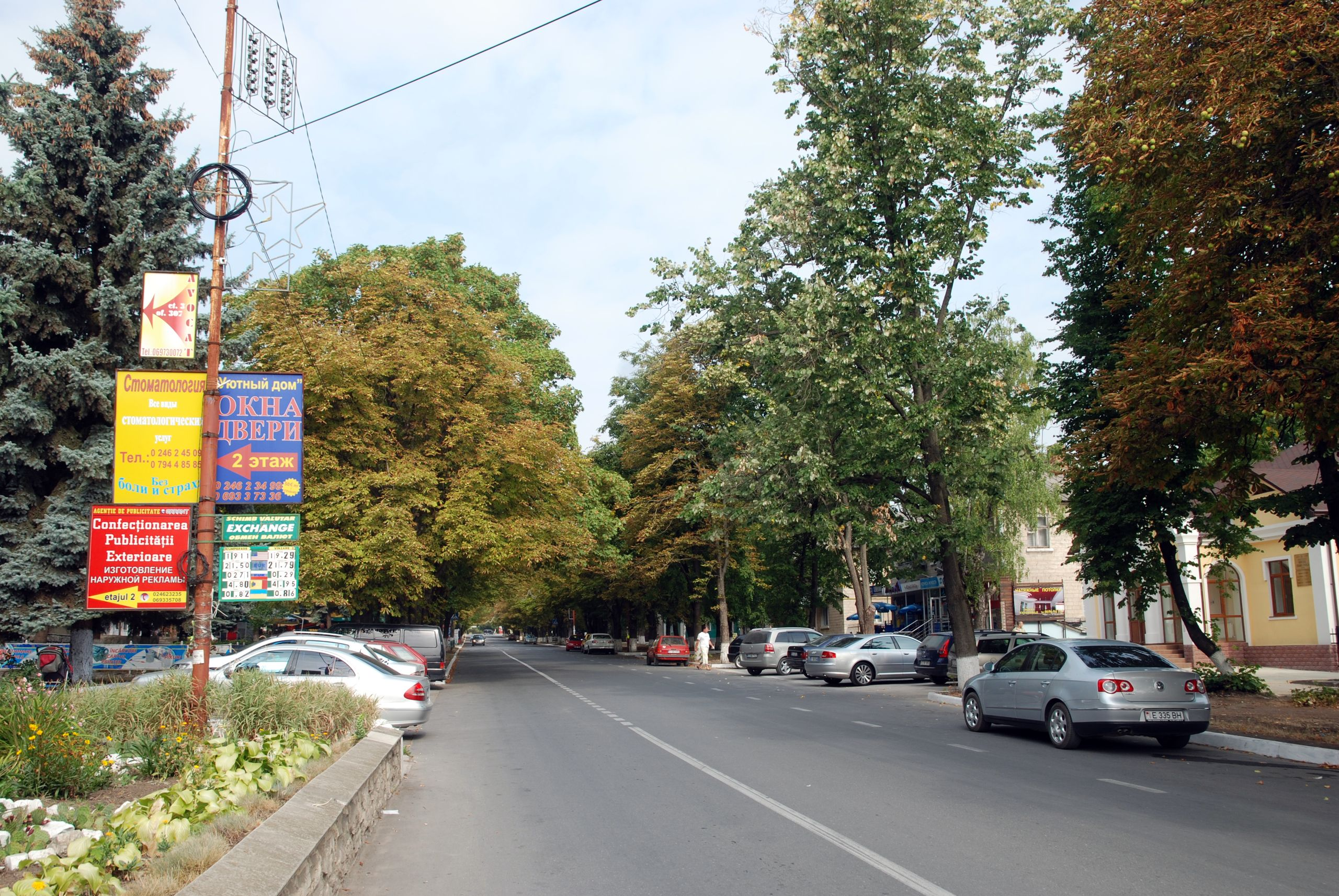
Strada Independenței, principala arteră
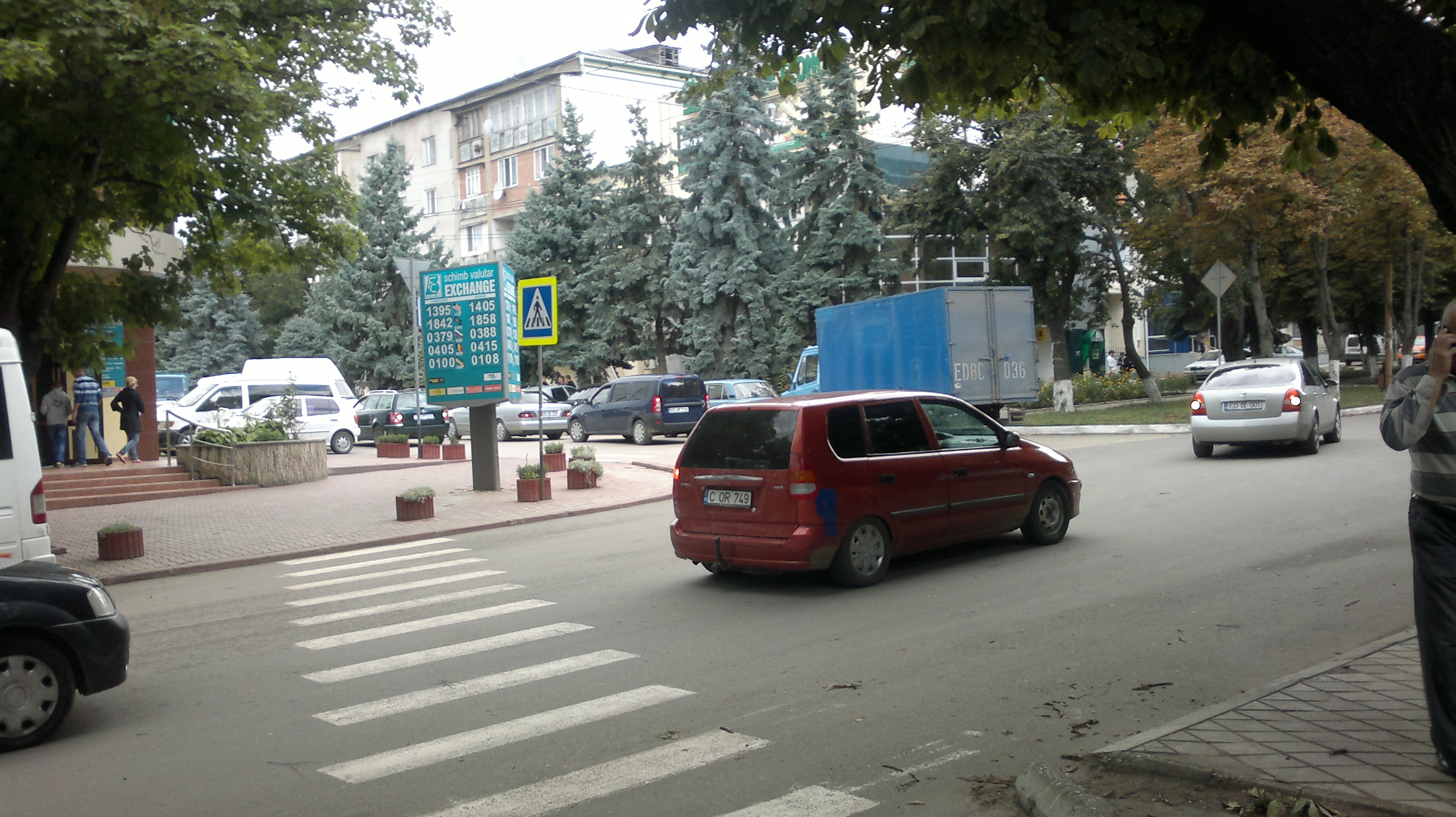
Centrul orașului
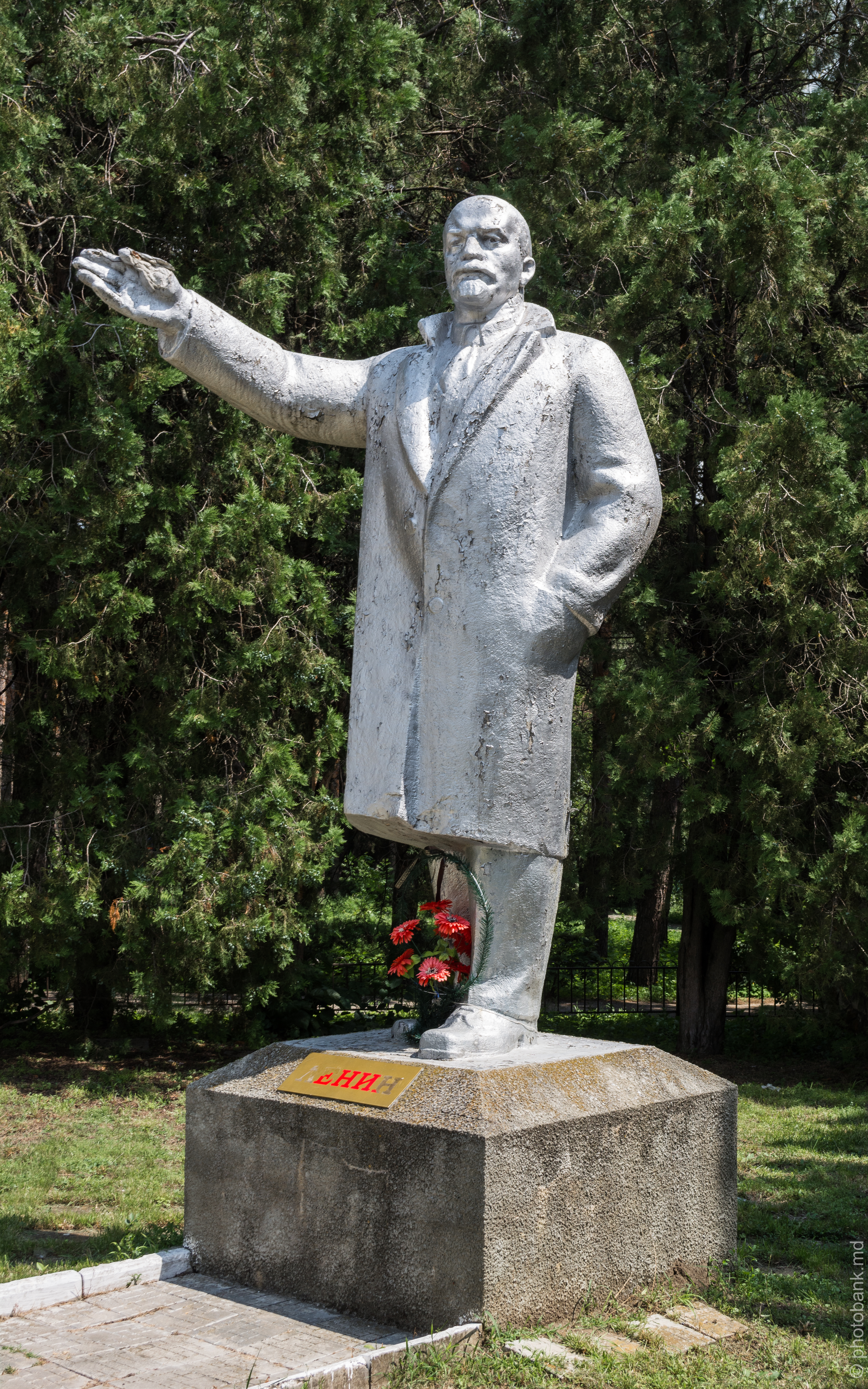
Monumentul lui Lenin